# Donald Martino
Pour les articles homonymes, voir Martino.
Donald Martino, né le 16 mai 1931 à Plainfield (New Jersey) et mort le 8 décembre 2005 lors d'une croisière vers Antigua, est un compositeur américain, lauréat du Prix Pulitzer de musique en 1974.

## Biographie
Donald James Martino naît le 16 mai 1931 à Plainfield dans le New Jersey,.
Enfant, il apprend à jouer de la clarinette, du hautbois et du saxophone, puis étudie la composition avec Ernst Bacon à l'Université de Syracuse, où il obtient un Bachelor of Music (en) en 1952, puis avec Milton Babbitt et Roger Sessions à l'Université de Princeton, où il obtient un Master of Fine Arts en 1954. Lauréat d'une bourse de la Fondation Fulbright, il poursuit ses études à Florence auprès de Luigi Dallapiccola entre 1954 et 1956,.   
Martino enseigne au Third Street Music School Settlement (en) à New York, en 1956 et 1957, puis à l'Université de Princeton de 1957 à 1959. Entre 1959 et 1969, il enseigne la théorie et la composition à l'Université Yale. De 1969 à 1981, il est président du département de composition au New England Conservatory et enseigne à l'Université Harvard en 1971. De 1980 à 1983, il est professeur de musique Irving Fine à l'Université Brandeis avant de rejoindre en 1983 Harvard, où il prend sa retraite de professeur émérite Walter Bigelow Rosen en 1992,. 
Il passe plusieurs étés à donner des conférences sur la musique contemporaine au Berkshire Music Center, où il est notamment compositeur en résidence en 1973. En 1978, il fonde une société d'édition, Dantalian, Inc., pour la diffusion de sa musique.
Donald Martino est lauréat de plusieurs prix, du National Endowment for the Arts, notamment, et bénéficie de commandes de l'Orchestre symphonique de Boston, de la Fondation Koussevitzky et de la Fondation Coolidge. Il est également boursier Guggenheim en 1967, 1973 et 1982, et remporte le Prix Pulitzer de musique en 1974 pour sa pièce de musique de chambre Notturno,.
En 1981, il est nommé membre de l'Académie américaine des arts et des lettres, et en 1987, membre de l'Académie américaine des arts et des sciences,.
Comme compositeur, « il adopte [dans sa musique] une méthode quasi mathématique de composition basée sur des permutations arithmétiques d'ingrédients tonaux et rythmiques ». 
Donald Martino meurt le 8 décembre 2005 au cours d'une croisière vers Antigua, à l'âge de 74 ans,.

## Œuvres
Parmi ses œuvres, figurent :

### Musique pour orchestre
- Contemplations (1956, création à Lenox le 13 août 1964 ; intitulé à l'origine Composition) ;
- Concerto pour piano (1965 ; New Haven, 1er mars 1966) ;
- Mosaic for Grand Orchestra (Chicago, 26 mai 1967) ;
- Concerto pour violoncelle (1972 ; Cincinnati, 16 octobre 1973) ;
- Ritorno (1975 ; Plainfield, 12 décembre 1976) ;
- Triple Concerto pour clarinette, clarinette basse, clarinette contrebasse et orchestre de chambre (1977 ; New York, 18 décembre 1978) ;
- Divertissements pour orchestre de jeunes (1981) ;
- Concerto pour saxophone alto et orchestre de chambre (1987).

### Musique de chambre
- 4 quatuors à cordes (non daté, retiré ; 1952, retiré ; 1854, retiré ; 1983) ;
- Sonate pour clarinette et piano (1950-1951) ;
- A Set pour clarinette (1954 ; rév. 1974) ;
- Quodlibets pour flûte (1954) ;
- Sette canoni enigmatici, canons à diverses solutions pour 2 altos et 2 violoncelles ou 2 bassons, ou pour quatuor à cordes, ou pour 4 clarinettes (1955-1956) ;
- Quatuor pour clarinette et trio à cordes (1957) ;
- Cinque frammenti pour hautbois ou contrebasse (1961) ;
- Fantasy-Variations pour violon (1962) ;
- Concerto pour quintette à vent (1964) ;
- Parisonatina al'dodecafonia pour violoncelle (1964) ;
- B.A.B.-B.I.T.T. pour clarinette avec extensions (1966) ;
- Strata pour clarinette basse (1966) ;
- Notturno pour piccolo, flûte, flûte alto, clarinette, clarinette basse, violon, alto, violoncelle, piano et percussion (1973) ;
- Quodlibets II pour flûte (1980) ;
- Canzone e Tarantella sul nome Petrassi pour clarinette et violoncelle (1984) ;
- From the Other Side, divertimento pour flûte, violoncelle, percussion et piano (1988).

### Musique vocale
- Portraits : A Secular Cantata pour mezzo-soprano, basse, chœur et orchestre, sur des textes de Walt Whitman, Edna St. Vincent Millay et E. E. Cummings (1954) ;
- 7 Pious Pieces pour chœur et piano ou orgue optionnel, sur un texte de Robert Herrick (1972) ;
- Augenmusik : A Mixed Mediacritique pour « actrice, danseuse ou femme percussionniste sans inhibitions » et bande électronique (1972) ;
- Paradiso Choruses, oratorio pour 12 solistes, chœur, chœur d'enfants ad libitum, bande magnétique et orchestre, d'après La Divine Comédie de Dante (1974 ; Boston, 7 mai 1975) ;
- The White Island pour chœur et orchestre de chambre, d'après Robert Herrick (1985) ;
- des mélodies.

### Musique pour piano
- Fantasy (1958) ;
- Pianissimo, sonate (1970) ;
- Fantasies and Impromptus (1978) ;
- Suite in Old Form : Parody Suite (1982).